# Бобінген
Бобінген (нім. Bobingen) — місто в Німеччині, знаходиться в землі Баварія. Підпорядковується адміністративному округу Швабія. Входить до складу району Аугсбург.
Площа — 50,45 км2. Населення становить 17 628 ос. (станом на 31 грудня 2020).

## Географії

### Адміністративний поділ
Громада  складається з 6 районів:
- Кернштадт
- Штадттайль
- Бургвальден
- Райнгартсгаузен
- Вальдберг
- Кройцангер